# Kang Eun-hye
Kang Eun-hye (født 17. april 1996) er en kvindelig sydkoreansk håndboldspiller som spiller for Busan BISCO Handball Club og Sydkoreas kvindehåndboldlandshold.
Hun repræsenterede Sydkorea, under VM i kvindehåndbold 2019 i Japan.